# Macuko Mawatariová
Macuko Mawatariová (japonsky 馬渡松子, Mawatari Macuko) je japonská textařka a zpěvačka, která se proslavila napsáním písně Hohoemi no Bakudan (společně s Júsuke Honmaem), což je úvodní znělka k anime seriálu Velká zkouška. K tomuto anime přispěla i písněmi Sayonara Bye Bye, Homework ga Owaranai a Daydream Generation.